# Брагунский заказник
Брагунский биологический заказник — государственный заказник, расположенный в Чечне в месте впадения Сунжи в Терек. Территория заказника находится на стыке Грозненского, Гудермесского и Шелковского районов. Создан в 1971 году с целью сохранения, восстановления и воспроизводства ценных, редких и исчезающих видов животных, сохранения их среды обитания, путей миграции, мест гнездования и поддержания экологического баланса.
Имеет статус особо сохраняемой природной территории регионального (республиканского) значения.

## Географическое положение
Заказник располагается в Грозненском, Гудермесском и Шелковском районах Чечни. Площадь заказника — 17 000 га, в том числе 10,2 тысяч га земель лесного фонда.
На территории заказника расположены сёла Брагуны и Дарбанхи.
Северная граница заказника начинается в трёх км ниже села Виноградное по течению реки Терек и проходит до леса Червленная — Узловая, затем — по западной границе леса до пересечения канала железной дорогой и по каналу на восток до восточной границы леса снова до реки Терек, затем вниз по реке до восточной границы 23 квартала Гудермесского лесничества. Юго-восточная граница проходит от 23 квартала по валу шоссейной дороги Хангиш-Юрт — Гудермес до 25 квартала и дальше по границе леса до южной стороны 15 квартала Гудермесского лесничества, далее — через железнодорожный мост на реке Сунже до южной стороны 37 квартала Горячеисточненского лесничества. Юго-западная граница проходит от 3 квартала по границе леса кварталов 33, 32, 29, 27, 23, 15 и до западной стороны 14 квартала Горячеисточненского лесничества. Западная граница проходит по западной стороне 14 квартала.

## Фауна
Некоторые представители фауны заказника:
- благородный олень;
- выдра;
- европейская норка;
- европейский тювик;
- змееяд;
- камышовый кот;
- лесной кот;
- малый подорлик;
- орёл-карлик;
- пуночка;
- скопа;
- средиземноморская черепаха;
- степная гадюка;
- степной орёл;
- узорчатый полоз;
- филин;
- четырёхполосый лазающий полоз.

## Флора
Некоторые представители флоры заказника:
- алыча;
- аморфа кустарниковая;
- барбарис обыкновенный;
- бересклет европейский;
- боярышник;
- вечерница ночная;
- виноград лесной;
- воробейник пурпурово-фиолетовый;
- вяз шершавый;
- груша кавказская;
- девясил высокий;
- диоскорея обыкновенная;
- зверобой продырявленный;
- калина гордовина;
- калина обыкновенная;
- каприфоль;
- кизил обыкновенный;
- кирказон ломоносовидный;
- клён светлый;
- ландыш майский;
- лещина обыкновенная;
- любка двулистная;
- молочай;
- молочай прямой;
- мушмула германская;
- обвойник греческий;
- плющ Пастухова;
- птицемлечник дуговидный;
- тёрн;
- толстостенка крупнолистная;
- фиалка;
- хмель обыкновенный;
- частуха обыкновенная;
- яблоня восточная.